# MKM Museum Küppersmühle für Moderne Kunst
Il Museum Küppersmühle è un museo di arte contemporanea a Duisburg.
È stato inaugurato nel 1999 e conta di circa 2.500 m² di spazio espositivo. È ospitato su tre piani in un vecchio magazzino per il grano situato nel porto di Duisburg, ristrutturato su progetto degli architetti svizzeri Herzog & de Meuron. Il progetto del museo è partito dal collezionista Hans Grothe.

## Le collezioni
Il museo espone la collezione Grothes, composta da circa 800 opere di 40 artisti, come Joseph Beuys, Jörg Immendorff e Georg Baselitz.